# Olympische Sommerspiele 2024/Basketball – 3×3 (Männer)
Das 3×3-Basketballturnier der Männer bei den Olympischen Spielen 2024 fand vom 30. Juli bis 5. August auf dem Place de la Concorde statt.

## Qualifikation
| Qualifikationswettbewerb                          | Datum                | Gastgeber  | Plätze | Qualifizierte Teams |
| ------------------------------------------------- | -------------------- | ---------- | ------ | ------------------- |
| Gastgeber                                         | –                    | –          | 0      | –                   |
| FIBA-3×3-Weltrangliste                            | 1. November 2023     | –          | 3      | Serbien             |
| FIBA-3×3-Weltrangliste                            | 1. November 2023     | –          | 3      | Vereinigte Staaten  |
| FIBA-3×3-Weltrangliste                            | 1. November 2023     | –          | 3      | China               |
| FIBA Universality Olympic Qualifying Tournament 1 | 12. – 14. April 2024 | Hongkong   | 1      | Lettland            |
| FIBA Universality Olympic Qualifying Tournament 2 | 3. – 5. Mai 2024     | Utsunomiya | 1      | Niederlande         |
| FIBA Olympic Qualifying Tournament                | 16. – 19. Mai 2024   | Debrecen   | 3      | Litauen             |
| FIBA Olympic Qualifying Tournament                | 16. – 19. Mai 2024   | Debrecen   | 3      | Frankreich          |
| FIBA Olympic Qualifying Tournament                | 16. – 19. Mai 2024   | Debrecen   | 3      | Polen               |
| Gesamt                                            | Gesamt               | Gesamt     | 8      | 8                   |

## Kader
| Mannschaft         | Athleten           | Athleten          | Athleten          | Athleten            |
| ------------------ | ------------------ | ----------------- | ----------------- | ------------------- |
| China              | Lu Wenbo           | Zhang Ning        | Zhao Jiaren       | Zhu Yuanbo          |
| Frankreich         | Lucas Dussoulier   | Jules Rambaut     | Franck Seguela    | Timothé Vergiat     |
| Lettland           | Kārlis Lasmanis    | Nauris Miezis     | Zigmārs Raimo     | Francis Lācis       |
| Litauen            | Evaldas Džiaugys   | Gintautas Matulis | Aurelijus Pukelis | Šarūnas Vingelis    |
| Niederlande        | Worthy de Jong     | Arvin Slagter     | Jan Driessen      | Dimeo van der Horst |
| Polen              | Adrian Bogucki     | Filip Matczak     | Michał Sokołowski | Przemysław Zamojski |
| Serbien            | Strahinja Stojačić | Dejan Majstorović | Mihailo Vasić     | Marko Branković     |
| Vereinigte Staaten | Canyon Barry       | Jimmer Fredette   | Kareem Maddox     | Dylan Travis        |

## Ergebnisse

### Vorrunde
| Platz | Team               | Spiele | Siege | Ndlg. | Körbe   | Diff. | Qualifikation für |
| ----- | ------------------ | ------ | ----- | ----- | ------- | ----- | ----------------- |
| 1.    | Lettland           | 7      | 7     | 0     | 147:103 | +44   | Halbfinale        |
| 2.    | Niederlande        | 7      | 5     | 2     | 133:112 | +21   | Halbfinale        |
| 3.    | Litauen            | 7      | 4     | 3     | 134:125 | +9    | Play-in           |
| 4.    | Serbien            | 7      | 4     | 3     | 129:123 | +6    | Play-in           |
| 5.    | Frankreich         | 7      | 3     | 4     | 131:132 | −1    | Play-in           |
| 6.    | Polen              | 7      | 2     | 5     | 116:139 | −23   | Play-in           |
| 7.    | Vereinigte Staaten | 7      | 2     | 5     | 116:138 | −22   |                   |
| 8.    | China              | 7      | 1     | 6     | 107:141 | −34   |                   |

| 30. Juli 2024 18:35 Uhr |                   | Litauen | 14 – 21          | Lettland | Place de la Concorde Schiedsrichter: Marek Maliszewski (POL), Jasmina Juras (SRB) |
| 30. Juli 2024 18:35 Uhr |                   |         |                  |          | Place de la Concorde Schiedsrichter: Marek Maliszewski (POL), Jasmina Juras (SRB) |
| 30. Juli 2024 18:35 Uhr | Punkte: Pukelis 8 |         | Punkte: Miezis 9 |          | Place de la Concorde Schiedsrichter: Marek Maliszewski (POL), Jasmina Juras (SRB) |
| 30. Juli 2024 18:35 Uhr |                   |         |                  |          | Place de la Concorde Schiedsrichter: Marek Maliszewski (POL), Jasmina Juras (SRB) |

| 30. Juli 2024 19:05 Uhr |                   | Niederlande | 21 – 16         | China | Place de la Concorde Schiedsrichter: Markos Michaelides (SUI), Najib Chajiddine (FRA) |
| 30. Juli 2024 19:05 Uhr |                   |             |                 |       | Place de la Concorde Schiedsrichter: Markos Michaelides (SUI), Najib Chajiddine (FRA) |
| 30. Juli 2024 19:05 Uhr | Punkte: de Jong 9 |             | Punkte: Zhang 7 |       | Place de la Concorde Schiedsrichter: Markos Michaelides (SUI), Najib Chajiddine (FRA) |
| 30. Juli 2024 19:05 Uhr |                   |             |                 |       | Place de la Concorde Schiedsrichter: Markos Michaelides (SUI), Najib Chajiddine (FRA) |

| 30. Juli 2024 22:05 Uhr |                      | Frankreich | 21 – 19                     | Polen | Place de la Concorde Schiedsrichter: Brigitta Csabai-Kaskoto (HUN), Vlad Ghizdăreanu (ROU) |
| 30. Juli 2024 22:05 Uhr |                      |            |                             |       | Place de la Concorde Schiedsrichter: Brigitta Csabai-Kaskoto (HUN), Vlad Ghizdăreanu (ROU) |
| 30. Juli 2024 22:05 Uhr | Punkte: Dussoulier 9 |            | Punkte: Bogucki, Zamojski 6 |       | Place de la Concorde Schiedsrichter: Brigitta Csabai-Kaskoto (HUN), Vlad Ghizdăreanu (ROU) |
| 30. Juli 2024 22:05 Uhr |                      |            |                             |       | Place de la Concorde Schiedsrichter: Brigitta Csabai-Kaskoto (HUN), Vlad Ghizdăreanu (ROU) |

| 30. Juli 2024 22:35 Uhr |                  | Vereinigte Staaten | 14 – 22             | Serbien | Place de la Concorde Schiedsrichter: Vlad Ghizdăreanu (ROU), Edmond Ho (HKG) |
| 30. Juli 2024 22:35 Uhr |                  |                    |                     |         | Place de la Concorde Schiedsrichter: Vlad Ghizdăreanu (ROU), Edmond Ho (HKG) |
| 30. Juli 2024 22:35 Uhr | Punkte: Maddox 6 |                    | Punkte: Branković 8 |         | Place de la Concorde Schiedsrichter: Vlad Ghizdăreanu (ROU), Edmond Ho (HKG) |
| 30. Juli 2024 22:35 Uhr |                  |                    |                     |         | Place de la Concorde Schiedsrichter: Vlad Ghizdăreanu (ROU), Edmond Ho (HKG) |

| 31. Juli 2024 18:35 Uhr |                    | Lettland | 21 – 12           | Niederlande | Place de la Concorde Schiedsrichter: Brigitta Csabai-Kaskoto (HUN), Deanna Jackson (USA) |
| 31. Juli 2024 18:35 Uhr |                    |          |                   |             | Place de la Concorde Schiedsrichter: Brigitta Csabai-Kaskoto (HUN), Deanna Jackson (USA) |
| 31. Juli 2024 18:35 Uhr | Punkte: Lasmanis 8 |          | Punkte: de Jong 7 |             | Place de la Concorde Schiedsrichter: Brigitta Csabai-Kaskoto (HUN), Deanna Jackson (USA) |
| 31. Juli 2024 18:35 Uhr |                    |          |                   |             | Place de la Concorde Schiedsrichter: Brigitta Csabai-Kaskoto (HUN), Deanna Jackson (USA) |

| 31. Juli 2024 19:05 Uhr |                       | Serbien | 15 – 21          | China | Place de la Concorde Schiedsrichter: Markos Michaelides (SUI), Dorothy Okatch (BOT) |
| 31. Juli 2024 19:05 Uhr |                       |         |                  |       | Place de la Concorde Schiedsrichter: Markos Michaelides (SUI), Dorothy Okatch (BOT) |
| 31. Juli 2024 19:05 Uhr | Punkte: Majstorović 7 |         | Punkte: Zhang 11 |       | Place de la Concorde Schiedsrichter: Markos Michaelides (SUI), Dorothy Okatch (BOT) |
| 31. Juli 2024 19:05 Uhr |                       |         |                  |       | Place de la Concorde Schiedsrichter: Markos Michaelides (SUI), Dorothy Okatch (BOT) |

| 31. Juli 2024 22:05 Uhr |                             | Litauen | 20 – 21           | Frankreich | Place de la Concorde Schiedsrichter: Edmond Ho (HKG), Qirong Shi (CHN) |
| 31. Juli 2024 22:05 Uhr |                             |         |                   |            | Place de la Concorde Schiedsrichter: Edmond Ho (HKG), Qirong Shi (CHN) |
| 31. Juli 2024 22:05 Uhr | Punkte: Pukelis, Džiaugys 7 |         | Punkte: Rambaut 9 |            | Place de la Concorde Schiedsrichter: Edmond Ho (HKG), Qirong Shi (CHN) |
| 31. Juli 2024 22:05 Uhr |                             |         |                   |            | Place de la Concorde Schiedsrichter: Edmond Ho (HKG), Qirong Shi (CHN) |

| 31. Juli 2024 22:35 Uhr |                         | Vereinigte Staaten | 17 – 19           | Polen | Place de la Concorde Schiedsrichter: Jasmina Jura (SRB), Vlad Ghizdăreanu (ROU) |
| 31. Juli 2024 22:35 Uhr |                         |                    |                   |       | Place de la Concorde Schiedsrichter: Jasmina Jura (SRB), Vlad Ghizdăreanu (ROU) |
| 31. Juli 2024 22:35 Uhr | Punkte: Barry, Travis 6 |                    | Punkte: Bogucki 7 |       | Place de la Concorde Schiedsrichter: Jasmina Jura (SRB), Vlad Ghizdăreanu (ROU) |
| 31. Juli 2024 22:35 Uhr |                         |                    |                   |       | Place de la Concorde Schiedsrichter: Jasmina Jura (SRB), Vlad Ghizdăreanu (ROU) |

| 1. August 2024 10:05 Uhr |                                  | Niederlande | 19 – 21             | Serbien | Place de la Concorde Schiedsrichter: Markos Michaelides (SUI), Brigitta Csabai-Kaskoto (HUN) |
| 1. August 2024 10:05 Uhr |                                  |             |                     |         | Place de la Concorde Schiedsrichter: Markos Michaelides (SUI), Brigitta Csabai-Kaskoto (HUN) |
| 1. August 2024 10:05 Uhr | Punkte: de Jong, van der Horst 8 |             | Punkte: Branković 9 |         | Place de la Concorde Schiedsrichter: Markos Michaelides (SUI), Brigitta Csabai-Kaskoto (HUN) |
| 1. August 2024 10:05 Uhr |                                  |             |                     |         | Place de la Concorde Schiedsrichter: Markos Michaelides (SUI), Brigitta Csabai-Kaskoto (HUN) |

| 1. August 2024 10:35 Uhr |                 | China | 8 – 22          | Lettland | Place de la Concorde Schiedsrichter: Deanna Jackson (USA), Jasmina Jura (SRB) |
| 1. August 2024 10:35 Uhr |                 |       |                 |          | Place de la Concorde Schiedsrichter: Deanna Jackson (USA), Jasmina Jura (SRB) |
| 1. August 2024 10:35 Uhr | Punkte: Zhang 6 |       | Punkte: Lacis 8 |          | Place de la Concorde Schiedsrichter: Deanna Jackson (USA), Jasmina Jura (SRB) |
| 1. August 2024 10:35 Uhr |                 |       |                 |          | Place de la Concorde Schiedsrichter: Deanna Jackson (USA), Jasmina Jura (SRB) |

| 1. August 2024 13:25 Uhr |                   | Polen | 12 – 21             | Litauen | Place de la Concorde Schiedsrichter: Markos Michaelides (SUI), Deanna Jackson (USA) |
| 1. August 2024 13:25 Uhr |                   |       |                     |         | Place de la Concorde Schiedsrichter: Markos Michaelides (SUI), Deanna Jackson (USA) |
| 1. August 2024 13:25 Uhr | Punkte: Bogucki 6 |       | Punkte: Džiaugys 10 |         | Place de la Concorde Schiedsrichter: Markos Michaelides (SUI), Deanna Jackson (USA) |
| 1. August 2024 13:25 Uhr |                   |       |                     |         | Place de la Concorde Schiedsrichter: Markos Michaelides (SUI), Deanna Jackson (USA) |

| 1. August 2024 14:05 Uhr |                      | Frankreich | 13 – 20                 | Niederlande | Place de la Concorde Schiedsrichter: Jasmina Jura (SRB), Brigitta Csabai-Kaskoto (HUN) |
| 1. August 2024 14:05 Uhr |                      |            |                         |             | Place de la Concorde Schiedsrichter: Jasmina Jura (SRB), Brigitta Csabai-Kaskoto (HUN) |
| 1. August 2024 14:05 Uhr | Punkte: Dussoulier 6 |            | Punkte: van der Horst 8 |             | Place de la Concorde Schiedsrichter: Jasmina Jura (SRB), Brigitta Csabai-Kaskoto (HUN) |
| 1. August 2024 14:05 Uhr |                      |            |                         |             | Place de la Concorde Schiedsrichter: Jasmina Jura (SRB), Brigitta Csabai-Kaskoto (HUN) |

| 1. August 2024 19:05 Uhr |                   | Litauen | 20 – 18         | Vereinigte Staaten | Place de la Concorde Schiedsrichter: Edmond Ho (HKG), Najib Chajiddine (FRA) |
| 1. August 2024 19:05 Uhr |                   |         |                 |                    | Place de la Concorde Schiedsrichter: Edmond Ho (HKG), Najib Chajiddine (FRA) |
| 1. August 2024 19:05 Uhr | Punkte: Pukelis 7 |         | Punkte: Barry 9 |                    | Place de la Concorde Schiedsrichter: Edmond Ho (HKG), Najib Chajiddine (FRA) |
| 1. August 2024 19:05 Uhr |                   |         |                 |                    | Place de la Concorde Schiedsrichter: Edmond Ho (HKG), Najib Chajiddine (FRA) |

| 1. August 2024 19:35 Uhr |                 | China | 17 – 22            | Polen | Place de la Concorde Schiedsrichter: Najib Chajiddine (FRA), Vlad Ghizdăreanu (ROU) |
| 1. August 2024 19:35 Uhr |                 |       |                    |       | Place de la Concorde Schiedsrichter: Najib Chajiddine (FRA), Vlad Ghizdăreanu (ROU) |
| 1. August 2024 19:35 Uhr | Punkte: Zhang 9 |       | Punkte: Zamojski 9 |       | Place de la Concorde Schiedsrichter: Najib Chajiddine (FRA), Vlad Ghizdăreanu (ROU) |
| 1. August 2024 19:35 Uhr |                 |       |                    |       | Place de la Concorde Schiedsrichter: Najib Chajiddine (FRA), Vlad Ghizdăreanu (ROU) |

| 1. August 2024 22:35 Uhr |                       | Serbien | 19 – 16           | Frankreich | Place de la Concorde Schiedsrichter: Ho Edmond (HKG), Marek Maliszewski (POL) |
| 1. August 2024 22:35 Uhr |                       |         |                   |            | Place de la Concorde Schiedsrichter: Ho Edmond (HKG), Marek Maliszewski (POL) |
| 1. August 2024 22:35 Uhr | Punkte: Majstorović 9 |         | Punkte: Seguela 7 |            | Place de la Concorde Schiedsrichter: Ho Edmond (HKG), Marek Maliszewski (POL) |
| 1. August 2024 22:35 Uhr |                       |         |                   |            | Place de la Concorde Schiedsrichter: Ho Edmond (HKG), Marek Maliszewski (POL) |

| 1. August 2024 23:05 Uhr |                   | Lettland | 21 – 19          | Vereinigte Staaten | Place de la Concorde Schiedsrichter: Najib Chajiddine (FRA), Vlad Ghizdăreanu (ROU) |
| 1. August 2024 23:05 Uhr |                   |          |                  |                    | Place de la Concorde Schiedsrichter: Najib Chajiddine (FRA), Vlad Ghizdăreanu (ROU) |
| 1. August 2024 23:05 Uhr | Punkte: Miezis 10 |          | Punkte: Barry 10 |                    | Place de la Concorde Schiedsrichter: Najib Chajiddine (FRA), Vlad Ghizdăreanu (ROU) |
| 1. August 2024 23:05 Uhr |                   |          |                  |                    | Place de la Concorde Schiedsrichter: Najib Chajiddine (FRA), Vlad Ghizdăreanu (ROU) |

| 2. August 2024 10:05 Uhr |                    | Litauen | 21 – 16        | China | Place de la Concorde Schiedsrichter: Marek Maliszewski (POL), Brigitta Csabai-Kaskoto (HUN) |
| 2. August 2024 10:05 Uhr |                    |         |                |       | Place de la Concorde Schiedsrichter: Marek Maliszewski (POL), Brigitta Csabai-Kaskoto (HUN) |
| 2. August 2024 10:05 Uhr | Punkte: Džiaugys 9 |         | Punkte: Zhao 6 |       | Place de la Concorde Schiedsrichter: Marek Maliszewski (POL), Brigitta Csabai-Kaskoto (HUN) |
| 2. August 2024 10:05 Uhr |                    |         |                |       | Place de la Concorde Schiedsrichter: Marek Maliszewski (POL), Brigitta Csabai-Kaskoto (HUN) |

| 2. August 2024 10:35 Uhr |                    | Polen | 17 – 21                                   | Niederlande | Place de la Concorde Schiedsrichter: Jasmina Juras (SRB), Brigitta Csabai-Kaskoto (HUN) |
| 2. August 2024 10:35 Uhr |                    |       |                                           |             | Place de la Concorde Schiedsrichter: Jasmina Juras (SRB), Brigitta Csabai-Kaskoto (HUN) |
| 2. August 2024 10:35 Uhr | Punkte: Zamojski 8 |       | Punkte: de Jong, Slagter, van der Horst 6 |             | Place de la Concorde Schiedsrichter: Jasmina Juras (SRB), Brigitta Csabai-Kaskoto (HUN) |
| 2. August 2024 10:35 Uhr |                    |       |                                           |             | Place de la Concorde Schiedsrichter: Jasmina Juras (SRB), Brigitta Csabai-Kaskoto (HUN) |

| 2. August 2024 13:25 Uhr |                   | Niederlande | 19 – 18           | Litauen | Place de la Concorde Schiedsrichter: Deanna Jackson (USA), Jasmina Jura (SRB) |
| 2. August 2024 13:25 Uhr |                   |             |                   |         | Place de la Concorde Schiedsrichter: Deanna Jackson (USA), Jasmina Jura (SRB) |
| 2. August 2024 13:25 Uhr | Punkte: de Jong 6 |             | Punkte: Pukelis 7 |         | Place de la Concorde Schiedsrichter: Deanna Jackson (USA), Jasmina Jura (SRB) |
| 2. August 2024 13:25 Uhr |                   |             |                   |         | Place de la Concorde Schiedsrichter: Deanna Jackson (USA), Jasmina Jura (SRB) |

| 2. August 2024 14:05 Uhr |                   | Lettland | 22 – 20            | Frankreich | Place de la Concorde Schiedsrichter: Brigitta Csabai-Kaskoto (HUN), Marek Maliszewski (POL) |
| 2. August 2024 14:05 Uhr |                   |          |                    |            | Place de la Concorde Schiedsrichter: Brigitta Csabai-Kaskoto (HUN), Marek Maliszewski (POL) |
| 2. August 2024 14:05 Uhr | Punkte: Miezis 10 |          | Punkte: Seguela 10 |            | Place de la Concorde Schiedsrichter: Brigitta Csabai-Kaskoto (HUN), Marek Maliszewski (POL) |
| 2. August 2024 14:05 Uhr |                   |          |                    |            | Place de la Concorde Schiedsrichter: Brigitta Csabai-Kaskoto (HUN), Marek Maliszewski (POL) |

| 2. August 2024 18:35 Uhr |                  | Vereinigte Staaten | 21 – 19           | Frankreich | Place de la Concorde Schiedsrichter: Qirong Shi (CHN), Edmond Ho (HKG) |
| 2. August 2024 18:35 Uhr |                  |                    |                   |            | Place de la Concorde Schiedsrichter: Qirong Shi (CHN), Edmond Ho (HKG) |
| 2. August 2024 18:35 Uhr | Punkte: Barry 16 |                    | Punkte: Seguela 7 |            | Place de la Concorde Schiedsrichter: Qirong Shi (CHN), Edmond Ho (HKG) |
| 2. August 2024 18:35 Uhr |                  |                    |                   |            | Place de la Concorde Schiedsrichter: Qirong Shi (CHN), Edmond Ho (HKG) |

| 2. August 2024 19:05 Uhr |                       | Serbien | 14 – 21                   | Lettland | Place de la Concorde Schiedsrichter: Markos Michaelides (SUI), Vlad Ghizdăreanu (ROU) |
| 2. August 2024 19:05 Uhr |                       |         |                           |          | Place de la Concorde Schiedsrichter: Markos Michaelides (SUI), Vlad Ghizdăreanu (ROU) |
| 2. August 2024 19:05 Uhr | Punkte: Majstorović 7 |         | Punkte: Lasmanis, Lacis 8 |          | Place de la Concorde Schiedsrichter: Markos Michaelides (SUI), Vlad Ghizdăreanu (ROU) |
| 2. August 2024 19:05 Uhr |                       |         |                           |          | Place de la Concorde Schiedsrichter: Markos Michaelides (SUI), Vlad Ghizdăreanu (ROU) |

| 2. August 2024 22:05 Uhr |                   | Polen | 12 – 21               | Serbien | Place de la Concorde Schiedsrichter: Edmond Ho (HKG), Najib Chajiddine (FRA) |
| 2. August 2024 22:05 Uhr |                   |       |                       |         | Place de la Concorde Schiedsrichter: Edmond Ho (HKG), Najib Chajiddine (FRA) |
| 2. August 2024 22:05 Uhr | Punkte: Bogucki 6 |       | Punkte: Majstorović 7 |         | Place de la Concorde Schiedsrichter: Edmond Ho (HKG), Najib Chajiddine (FRA) |
| 2. August 2024 22:05 Uhr |                   |       |                       |         | Place de la Concorde Schiedsrichter: Edmond Ho (HKG), Najib Chajiddine (FRA) |

| 2. August 2024 22:35 Uhr |                | China | 17 – 21          | Vereinigte Staaten | Place de la Concorde Schiedsrichter: Gain Kim (KOR), Vlad Ghizdăreanu (ROU) |
| 2. August 2024 22:35 Uhr |                |       |                  |                    | Place de la Concorde Schiedsrichter: Gain Kim (KOR), Vlad Ghizdăreanu (ROU) |
| 2. August 2024 22:35 Uhr | Punkte: Zhao 9 |       | Punkte: Barry 14 |                    | Place de la Concorde Schiedsrichter: Gain Kim (KOR), Vlad Ghizdăreanu (ROU) |
| 2. August 2024 22:35 Uhr |                |       |                  |                    | Place de la Concorde Schiedsrichter: Gain Kim (KOR), Vlad Ghizdăreanu (ROU) |

| 4. August 2024 17:30 Uhr |                               | Frankreich | 21 – 12         | China | Place de la Concorde Schiedsrichter: Jasmina Jura (SRB), Vlad Ghizdăreanu (ROU) |
| 4. August 2024 17:30 Uhr |                               |            |                 |       | Place de la Concorde Schiedsrichter: Jasmina Jura (SRB), Vlad Ghizdăreanu (ROU) |
| 4. August 2024 17:30 Uhr | Punkte: Dussoulier, Rambaut 6 |            | Punkte: Zhang 4 |       | Place de la Concorde Schiedsrichter: Jasmina Jura (SRB), Vlad Ghizdăreanu (ROU) |
| 4. August 2024 17:30 Uhr |                               |            |                 |       | Place de la Concorde Schiedsrichter: Jasmina Jura (SRB), Vlad Ghizdăreanu (ROU) |

| 4. August 2024 18:00 Uhr |                   | Lettland | 22 – 16              | Polen | Place de la Concorde Schiedsrichter: Brigitta Csabai-Kaskoto (HUN), Edmond Ho (HKG) |
| 4. August 2024 18:00 Uhr |                   |          |                      |       | Place de la Concorde Schiedsrichter: Brigitta Csabai-Kaskoto (HUN), Edmond Ho (HKG) |
| 4. August 2024 18:00 Uhr | Punkte: Miezis 13 |          | Punkte: Sokolowski 6 |       | Place de la Concorde Schiedsrichter: Brigitta Csabai-Kaskoto (HUN), Edmond Ho (HKG) |
| 4. August 2024 18:00 Uhr |                   |          |                      |       | Place de la Concorde Schiedsrichter: Brigitta Csabai-Kaskoto (HUN), Edmond Ho (HKG) |

| 4. August 2024 18:35 Uhr |                    | Serbien | 18 – 20                | Litauen | Place de la Concorde Schiedsrichter: Markos Michaelides (SUI), Vlad Ghizdăreanu (ROU) |
| 4. August 2024 18:35 Uhr |                    |         |                        |         | Place de la Concorde Schiedsrichter: Markos Michaelides (SUI), Vlad Ghizdăreanu (ROU) |
| 4. August 2024 18:35 Uhr | Punkte: Pukelis 10 |         | Punkte: Majstorović 10 |         | Place de la Concorde Schiedsrichter: Markos Michaelides (SUI), Vlad Ghizdăreanu (ROU) |
| 4. August 2024 18:35 Uhr |                    |         |                        |         | Place de la Concorde Schiedsrichter: Markos Michaelides (SUI), Vlad Ghizdăreanu (ROU) |

| 4. August 2024 19:05 Uhr |                                 | Vereinigte Staaten | 6 – 21             | Niederlande | Place de la Concorde Schiedsrichter: Edmond Ho (HKG), Jasmina Jura (SRB) |
| 4. August 2024 19:05 Uhr |                                 |                    |                    |             | Place de la Concorde Schiedsrichter: Edmond Ho (HKG), Jasmina Jura (SRB) |
| 4. August 2024 19:05 Uhr | Punkte: Barry, Maddox, Travis 2 |                    | Punkte: de Jong 11 |             | Place de la Concorde Schiedsrichter: Edmond Ho (HKG), Jasmina Jura (SRB) |
| 4. August 2024 19:05 Uhr |                                 |                    |                    |             | Place de la Concorde Schiedsrichter: Edmond Ho (HKG), Jasmina Jura (SRB) |

### Finalrunde
|  | Play-in    | Play-in     |          |             | Halbfinale | Halbfinale      |                 |            | Finale  | Finale |  |  |
|  |            |             |          |             |            |                 |                 |            |         |        |  |  |
|  | Serbien    | 19          |          |             |            |                 |                 |            |         |        |  |  |
|  | Frankreich | 22          |          |             |            |                 |                 |            |         |        |  |  |
|  | Frankreich | 22          |          | Frankreich  | 21         |                 |                 |            |         |        |  |  |
|  |            |             |          | Frankreich  | 21         |                 |                 |            |         |        |  |  |
|  |            |             | Lettland | 14          |            |                 |                 |            |         |        |  |  |
|  |            |             | Lettland | 14          |            |                 |                 |            |         |        |  |  |
|  |            |             |          |             |            |                 |                 |            |         |        |  |  |
|  |            |             |          |             |            |                 |                 |            |         |        |  |  |
|  |            |             |          |             |            |                 |                 | Frankreich | 17      |        |  |  |
|  |            | Niederlande | 18       |             |            |                 |                 |            |         |        |  |  |
|  | Litauen    | 21          |          |             |            |                 |                 |            |         |        |  |  |
|  | Polen      | 15          |          |             |            |                 |                 |            |         |        |  |  |
|  | Polen      | 15          |          | Niederlande | 20         | Spiel um Bronze | Spiel um Bronze |            |         |        |  |  |
|  |            |             |          | Niederlande | 20         | Spiel um Bronze | Spiel um Bronze |            |         |        |  |  |
|  |            |             | Litauen  | 9           |            |                 |                 |            |         |        |  |  |
|  |            |             | Litauen  | 9           | Lettland   | 18              |                 |            |         |        |  |  |
|  |            |             |          |             | Lettland   | 18              |                 |            |         |        |  |  |
|  |            |             |          |             |            |                 |                 |            | Litauen | 21     |  |  |

#### Play-in
| 4. August 2024 21:30 Uhr |                              | Litauen | 21 – 15              | Polen | Place de la Concorde Schiedsrichter: Jasmina Juras (SRB), Najib Chajiddine (FRA) |
| 4. August 2024 21:30 Uhr |                              |         |                      |       | Place de la Concorde Schiedsrichter: Jasmina Juras (SRB), Najib Chajiddine (FRA) |
| 4. August 2024 21:30 Uhr | Punkte: Vingelis, Džiaugys 9 |         | Punkte: Sokolowski 7 |       | Place de la Concorde Schiedsrichter: Jasmina Juras (SRB), Najib Chajiddine (FRA) |
| 4. August 2024 21:30 Uhr |                              |         |                      |       | Place de la Concorde Schiedsrichter: Jasmina Juras (SRB), Najib Chajiddine (FRA) |

| 4. August 2024 22:05 Uhr |                    | Serbien | 19 – 22           | Frankreich | Place de la Concorde Schiedsrichter: Vlad Ghizdăreanu (ROU), Deanna Jackson (USA) |
| 4. August 2024 22:05 Uhr |                    |         |                   |            | Place de la Concorde Schiedsrichter: Vlad Ghizdăreanu (ROU), Deanna Jackson (USA) |
| 4. August 2024 22:05 Uhr | Punkte: Stojacic 8 |         | Punkte: Rambaut 8 |            | Place de la Concorde Schiedsrichter: Vlad Ghizdăreanu (ROU), Deanna Jackson (USA) |
| 4. August 2024 22:05 Uhr |                    |         |                   |            | Place de la Concorde Schiedsrichter: Vlad Ghizdăreanu (ROU), Deanna Jackson (USA) |

#### Halbfinale
| 5. August 2024 18:00 Uhr |                   | Niederlande | 20 – 9            | Litauen | Place de la Concorde Schiedsrichter: Markos-Elias Michaelides (SUI), Deanna Jackson (USA) |
| 5. August 2024 18:00 Uhr |                   |             |                   |         | Place de la Concorde Schiedsrichter: Markos-Elias Michaelides (SUI), Deanna Jackson (USA) |
| 5. August 2024 18:00 Uhr | Punkte: De Jong 8 |             | Punkte: Pukelis 4 |         | Place de la Concorde Schiedsrichter: Markos-Elias Michaelides (SUI), Deanna Jackson (USA) |
| 5. August 2024 18:00 Uhr |                   |             |                   |         | Place de la Concorde Schiedsrichter: Markos-Elias Michaelides (SUI), Deanna Jackson (USA) |

| 5. August 2024 19:00 Uhr |                     | Lettland | 14 – 21              | Frankreich | Place de la Concorde Schiedsrichter: Brigitta Csabai-Kaskoto (HUN), Ho Edmond (HKG) |
| 5. August 2024 19:00 Uhr |                     |          |                      |            | Place de la Concorde Schiedsrichter: Brigitta Csabai-Kaskoto (HUN), Ho Edmond (HKG) |
| 5. August 2024 19:00 Uhr | Punkte: Lasmanis 11 |          | Punkte: Dussoulier 9 |            | Place de la Concorde Schiedsrichter: Brigitta Csabai-Kaskoto (HUN), Ho Edmond (HKG) |
| 5. August 2024 19:00 Uhr |                     |          |                      |            | Place de la Concorde Schiedsrichter: Brigitta Csabai-Kaskoto (HUN), Ho Edmond (HKG) |

#### Spiel um Bronze
| 5. August 2024 21:30 Uhr |                    | Lettland | 18 – 21            | Litauen | Place de la Concorde Schiedsrichter: Markos Michaelides (SUI), Deanna Jackson (USA) |
| 5. August 2024 21:30 Uhr |                    |          |                    |         | Place de la Concorde Schiedsrichter: Markos Michaelides (SUI), Deanna Jackson (USA) |
| 5. August 2024 21:30 Uhr | Punkte: Lasmanis 9 |          | Punkte: Vingelis 9 |         | Place de la Concorde Schiedsrichter: Markos Michaelides (SUI), Deanna Jackson (USA) |
| 5. August 2024 21:30 Uhr |                    |          |                    |         | Place de la Concorde Schiedsrichter: Markos Michaelides (SUI), Deanna Jackson (USA) |

#### Finale
| 5. August 2024 22:30 Uhr |                               | Frankreich | 17 – 18           | Niederlande | Place de la Concorde Schiedsrichter: Vlad Ghizdăreanu (ROU), Jasmina Juras (SRB) |
| 5. August 2024 22:30 Uhr |                               |            |                   |             | Place de la Concorde Schiedsrichter: Vlad Ghizdăreanu (ROU), Jasmina Juras (SRB) |
| 5. August 2024 22:30 Uhr | Punkte: Dussoulier, Seguela 5 |            | Punkte: de Jong 7 |             | Place de la Concorde Schiedsrichter: Vlad Ghizdăreanu (ROU), Jasmina Juras (SRB) |
| 5. August 2024 22:30 Uhr |                               |            |                   |             | Place de la Concorde Schiedsrichter: Vlad Ghizdăreanu (ROU), Jasmina Juras (SRB) |